# Survivor Series (2019)
Survivor Seriers (2019) là một sự kiện đấu vật chuyên nghiệp pay-per-view (PPV) và sự kiện WWE Network, được tổ chức bởi WWE dành cho các thương hiệu Monday Night Raw, Friday Night SmackDown và NXT. Nó sẽ diễn ra vào ngày 24 tháng 11 năm 2019 tại Allstate Arena ở Chicago chương trình của Rosemont, Illinois.. Đây sẽ là sự kiện lần thứ 30 theo thứ tự Survivor Series, và là lần đầu tiên sự kiện này bao gồm cả thương hiệu NXT (một trong ba thương hiệu chính của WWE) và sau đó, là Survivor Series đầu tiên kể từ năm 2009 có đặc tính ba thương hiệu. Như nhiều năm trước đó, chủ đề của sự kiện là thương hiệu có quyền tối cao và sẽ có đặc tính các trận đấu dành cho các đô vật tương ứng từ ba thương hiệu chống lại nhau.
Mười trận đấu đã diễn ra trong sự kiện, bao gồm ba trong pre-show. Trong sự kiện chính, nhà vô địch NXT Women's Championship Shayna Baszler đánh bại nhà vô địch WWE Raw Women's Championship Becky Lynch và nhà vô địch WWE SmackDown Women's Championship Bayley trong trận đấu tay ba không-tranh danh hiệu bằng cách dùng đòn khóa với Bayley. Đội NXT thắng trong trận đấu loại bỏ Survivor Series nữ, trong khi đó, đội SmackDown thắng trong trận đấu loại bỏ Survivor Series nam. Thương hiệu NXT uy quyền tối cao bằng cách thắng bốn trong bảy trận đấu giữa các thương hiệu; SmackDown thắng hai trận trong khi Raw chỉ thắng một trận. Trong đồng hồ là các trận đấu không liên kết duy nhất trên đồng đội, cả ba chức vô địch hàng đầu của WWE đều được đem ra bảo vệ: Brock Lesnar vẫn giữ đai WWE Championship trong trận đấu No Hold Barred match với Rey Mysterio, "The Fiend" Bray Wyatt đánh bại Daniel Bryan để giữ lại đai WWE Universal Championship và Adam Cole vẫn giữ đai WWE Championship trước Pete Dunne.

## Tổ chức

### Lý lịch
Kể từ khi WWE giới thiệu lại phần mở rộng thương hiệu vào năm 2016, Survivor Series đã trở thành sự kiện nơi hai thương hiệu Raw và SmackDown đấu với nhau. Và vào tháng 9 năm 2019, một trong số những thương hiệu của WWE là NXT, độc quyền trước đây của WWE Network, đã chuyển sang USA Network củng cố lại nội bộ của nó và trở thành thương hiệu chính thứ ba của WWE, và sau đó đã được thêm vào sự kiện 2019 như là một phần của cuộc thi thương hiệu của họ. Theo chủ đề của thương hiệu, chương trình sẽ có những trận đấu truyền thống giữa các thương hiệu lẫn nhau.
Vào năm 2017, 2018, các nhà vô địch từ Raw sẽ đối mặt với các nhà vô địch SmackDown, nhưng với thêm vào NXT cho sự kiện năm 2019, trận đấu sẽ trở thành trận đấu ba đội giữa các nhà vô địch của ba thương hiệu. Với ngoại trừ các nhà vô địch nam hàng đầu, như mỗi chức vô địch của thương hiệu sẽ phải bảo vệ tại sự kiện - Survivor Series năm 2019 sẽ có tính năng Raw, SmackDown và NXT Women's Championship sẽ cùng đối mặt; WWE United States Championship từ Raw, WWE Intercontinental Championship từ SmackDown và North American Championship từ NXT đối mặt nhau và Raw, SmackDown và NXT Tag Team Champions trong trận đấu đồng đội ba đội. Trong một cuộc gọi truyền thông cho NXT TakeOver: WasGames, COO của NXT, Triple H nói sẽ có một trận đấu tay ba giữa WWE Championship, WWE Universal Championship và NXT Championship, nhưng bởi vì cốt truyện lại đang xoay quanh mối thù giữa WWE Championship Brock Lesnar với Rey Mysterio, họ cảm thấy trận đấu của họ cần phải diễn ra sớm hơn. Ông cũng nói rằng WWE Universal Championship "The Fiend" Bray Wyatt làm việc tốt hơn trong câu chuyện của chính mình.
Như nhiều năm trước đó, sẽ có trận đấu truyền thống loại bỏ Survivor Series cho nam và nữ. Với việc thêm vào thương hiệu NXT, trận đấu sẽ biến thành 5-đấu-5-đấu-5 giữa cả ba thương hiệu, và sẽ là kì Survivor Series đầu tiên có trận đấu loại bỏ Survivor Series tay ba.

### Cốt truyện
Chương trình sẽ bao gồm các trận đấu, mà trong đó các đô vật sẽ thể hiện nhân vật của mình như nhân vật phản diện, nhân vật chính diện, nhân vật trung gian sẽ đấu với nhau tại sự kiện được xây dựng căng thẳng và lên đến đỉnh điểm qua một hoặc một loạt các trận đấu giữa các đô vật. Các kết quả sẽ được viết bởi các nhà viết kịch bản của WWE tại các thương hiệu Raw, SmackDown và NXT, với cốt truyện sẽ được trình chiếu trước khán giả và được phát sóng trên truyền hình các chương trình Monday Night Raw, Friday Night SmackDown và đêm thứ Tư NXT.

#### Các trận đấu tranh đai vô địch
Tại Crown Jewel, Brock Lesnar bảo vệ đai trước võ sĩ chuyên nghiệp Cain Velasquez (người đi cùng Rey Mysterio). Cuối trận đấu, Lesnar vẫn tiếp tục tung đòn khóa Kimura Lock vào Velasquez cho đến khi Mysterio can thiệp. Lesnar chống đỡ Mysterio, người sau đó tấn công Lesnar bằng một chiếc ghế khiến anh ta phải rời đi. Đêm tiếp theo tại Friday Night SmackDown, quản lí của Lesnar, Paul Heyman tuyên bố Lesnar sẽ rời bỏ SmackDown để đến Raw săn tìm Rey Mysterio (cùng danh hiệu của anh ấy). Trong tập phim Raw, Lesnar tấn công tất cả mọi người để lùng tìm Mysterio, kể cả bình luận viên Dio Maddin, người đang có hành động can thiệp và bảo vệ bình luận viên và WWE Hall of Fame Jerry Lawler trước sự xúc phạm của Heyman. Sau đó, Lesnar tức giận và tung đòn F-5 với Maddin vào bàn bình luận. Rey Mysterio xuất hiện và tấn công Lesnar với một chiếc dùi sắt vào cẳng chân và sau đó là cả đai vô địch Universal Champinship vào mặt, đã được chính thức. Vào ngày 18 tháng 11, tại tập phim Raw, Heyman thông báo cho Rey Mysterio sẽ biến trận đấu tại Survivor Series thành trận đấu theo thể thức No Holds Barred Match để tranh đai WWE Championship và Rey Mysterio chấp nhận.
Tại Crown Jewel, đô vật SmackDown "The Fiend" Bray Wyatt giành chiến thắng đai WWE Universal Championship từ nhà cựu vô địch Raw Seth Rollins, sau đó danh hiệu cũng được chuyển sang SmackDown. Trong hậu trường ngày 8 tháng 11 tại tập phim SmackDown, khi Sami Zayn cố thuyết phục Daniel Bryan gia nhập đội mình, Wyatt trong nhân vật "The Fiend" bỗng xuất hiện từ phía sau và tấn công Bryan với đòn "Mandible Claw". Trong một phân đoạn Miz TV vào tuần tiếp theo; Wyatt xuất hiện trên màn hình chính chế nhạo Bryan cùng phong trào "Yes Moment" của anh ấy, và muốn một trận đấu giữa hai người. Sau đó, Bryan thách đấu Wyatt tranh đai Universal Championship, và Wyatt chấp nhận.
Vào ngày 19 tháng 11, Adam Cole phải bảo vệ đai NXT Championship tại Survivor Series. Đối thủ của anh ấy sẽ là người chiến thắng trận đấu tay ba tại NXT TakeOver: WasGames, nơi mà Pete Dunne đánh bại Damian Priest và Killian Dain để được tranh danh hiệu.

#### Các trận đấu tranh đai và liên quan đến các thương hiệu
Tại tập phim SmackDown, Bayley (người cùng Sasha Banks ở phía góc cô ấy) đánh bại Nikki Cross để trở thành nhà vô địch WWE SmackDown Women's Championship nhờ có sự can thiệp từ Banks, nhà vô địch WWE NXT Women's Championship Shayna Baszler xuất hiện và tấn công cả ba người. Trong một cuộc phỏng vấn ngồi giữa Charly Caruso và nhà vô địch WWE Raw Women's Championship Becky Lynch tại tập phim Raw, Caruso nói rằng Lynch sẽ phải đối đầu với Shayna và Bayley trong một trận đấu ba người tại Survivor Series, Shayna sau đó xuất hiện và đối mặt Lynch. Trong tập phim tuần sau, cả ba sẽ xuất hiện giữa các thương hiệu, tấn công người khác.
Vào ngày 6 tháng 11 tại tập phim NXT, The O.C. (AJ Styles, Luke Gallows và Karl Anderson) tấn công The Undisputed (Bobby Fish và Kyle O'Reilly) và Roderick Strong trong hậu trường. Ngày 11 tháng 11 tại tập phim Raw, người ta công bố rằng một trận đấu tay ba không-tranh danh hiệu giữa nhà vô địch WWE United States Championship AJ Styles, nhà vô địch WWE Intercontinental Championship Shinsuke Nakamura và nhà vô địch North American Championship Roderick Strong sẽ diễn ra tại Survivor Series.
Vào ngày 4 tháng 11 tại tập phim Raw, một trận đấu đồng đội giữa ba đội gồm WWE Raw Tag Team Championship The Viking Raiders (Erik và Ivar), nhà vô địch WWE SmackDown Tag Team Championship The Revival (Scott Dawson và Dash Wilder) và nhà vô địch WWE NXT Tag Team Championship The Undisputed Era (Bobby Fish và Kyle O'Reilly) tại sự kiện. Tuy nhiên, New Day (Big E và Kofi Kingston) đã đánh bại The Revival tại SmackDown để giành đai WWE SmackDown Tag Team Championship, và sẽ tham gia trận đấu. Khi trận đấu đang diễn ra trong tập phim tiếp theo, The Undisputed Era xuất hiện tại SmackDown, can thiệp và giúp đỡ The Revival trong trận đấu.

#### Các trận đấu loại bỏ Survivor Series
Vào ngày 8 tháng 11 tại tập phim SmackDown, Michael Cole công bố Sasha Banks sẽ trở thành Đội trưởng đội nữ SmackDown tại Survivor Series. Đêm đó, Carmella và Dana Broke đánh bại Fire & Desire (Mandy Rose và Sonya Deville) để đủ điều kiện gia nhập đội, sau khi trận đấu kết thúc đã được lên lịch lại do trong hậu trường tuần trước, Bianca Belair cùng Rhea Ripley và Tegan Nox từ NXT đã đánh bại Fire & Desire. Vào ngày 14 tháng 11, WWE.com công bố Lacey Evans sẽ trở thành thành viên thứ tư của đội SmackDown. Vào ngày 17 tháng 10, Nikki Cross được tiết lộ sẽ trở thành thành viên cuối cùng của đội nữ SmackDown. Vào ngày 18 tháng 11 tại tập phim Raw, Charlotte Flair được công bố sẽ trở thành đội nữ Raw tại Survivor Series, với Natalya, Sarah Logan, The Kabuki Warriors (Asuka và Kairi Sane) được tiết lộ sẽ là những thành viên cuối của đội trong đêm đó. Một trận đấu đồng đội tiếp theo trong đêm đó giữa Flair và Becky Lynch với The IIconics (Billy Kay và Peyton Royce), sau đó bắt đầu thất vọng khi họ không được chọn vào đội Raw, Shayna Baszler, Marina Shafir và Jessamyn Duke từ NXT tấn công họ. Vào ngày 22 tháng 11 tại tập phim SmackDown, 
Ripley được công bố là đội trưởng đội nữ NXT. Đêm sau đó, Ripley đánh bại Flair và Sasha Banks trong trận đấu tay ba, và xảy ra cãi vã với tất cả các đô vật nữ của cả ba thương hiệu tiếp theo trận đấu. Sau phần kết luận tại NXT:TakeOver WasGames, Candice LaRae, Bianca Belair, Io Shirai và Toni Storm nơi xác nhận sẽ là các thành viên khác của đội nữ NXT.
Vào ngày 8 tháng 11 tại WWE.com, nó đã công bố Seth Rollins sẽ là đội trưởng đội nam Raw tại Survivor Series, với Kevin Owens, Ricochet, Randy Orton và Drew McIntyre sẽ trở thành các thành viên tiếp theo của đội Raw vào ngày 11 tháng 11 tại tập phim Raw. Ngày 12 tháng 11, tại WWE Backstage, Roman Reigns sẽ là đội trưởng đội nam SmackDown, với Mustafa Ali (rút gọn tên thành Ali), Braun Strowman, King Corbin và Shorty G sẽ trở thành các thành viên của đội. Người điều hành NXT Triple H cố gắng thuyết phạm Seth Rollins cũng như Kevin Owens rời Raw để về đội nam NXT, nơi mà họ đã từng có thời gian thi đấu. Cả hai đều từ chối, và sau đó dàn sao NXT tấn công các thành viên của Raw cũng như của SmackDown. Trong kết luận vào ngày 18 tháng 11, Triple H mời các thành viên của Raw và SmackDown theo sau đến tập sau của NXT, nơi xảy ra xích mích giữa cả ba đội. Tất cả các thành viên của Raw, SmackDown và NXT sẽ xảy ra cãi vã nhau sau tập phim trong một trận đấu đồng đội 6 người vào ngày 22 tháng 11 tại tập phim SmackDown. Triple H, Shawn Michaels và Road Dogg cùng dàn sao NXT cùng xuất hiện tại SmackDown, tái hiện lại làm thế nào D-Generation X đã cố gắng xâm chiếm World Championship Wrestling (WCW) tại Monday Nitro với một chiếc xe tăng. Sau phần kết luận tại NXT TakeOver: WasGames, Triple H công bố Shawn Michaels sẽ trở thành thành viên cuối cùng của đội nam NXT tại Survivir Series Kickoff pre-shows.

## Sự kiện
| Chức vụ:                         | Tên:                                             |
| -------------------------------- | ------------------------------------------------ |
| Bình luận viên tiếng anh         | Vic Joseph (Raw)                                 |
| Bình luận viên tiếng anh         | Jerry Lawler (Raw)                               |
| Bình luận viên tiếng anh         | Michael Cole (SmackDown/trận đấu tranh đai NXT)  |
| Bình luận viên tiếng anh         | Coray Graves (SmackDown)                         |
| Bình luận viên tiếng anh         | Nigel McGuinness (NXT)                           |
| Bình luận viên tiếng anh         | Beth Phoenix (NXT)                               |
| Bình luận viên tiếng anh         | Byron Saxton (trận đấu tranh đai Hạng bán nặng)  |
| Bình luận viên tiếng anh         | Aiden English (trận đấu tranh đai Hạng bán nặng) |
| Bình luận viên Tây Ban Nha       | Carlos Cabrera                                   |
| Bình luận viên Tây Ban Nha       | Marcelo Rodgríguez                               |
| Bình luận viên trước buổi diễn   | Carsten Schaefer                                 |
| Bình luận viên trước buổi diễn   | Tim Haber                                        |
| Bình luận viên trước buổi diễn   | Calvin Knie                                      |
| Phát thanh viên võ đài           | Greg Hamilton (SmackDown)                        |
| Phát thanh viên võ đài           | Mike Roma (Raw)                                  |
| Phát thanh viên võ đài           | Alicia Taylor (NXT)                              |
| Trọng tài                        | Danilo Anfibio                                   |
| Trọng tài                        | Jason Ayers                                      |
| Trọng tài                        | John Cone                                        |
| Trọng tài                        | Dan Engler                                       |
| Trọng tài                        | Darrick Moore                                    |
| Trọng tài                        | Eddie Orengo                                     |
| Trọng tài                        | Chad Patton                                      |
| Trọng tài                        | Darryl Sharma                                    |
| Trọng tài                        | Ryan Tran                                        |
| Trọng tài                        | Drake Wuertz                                     |
| Trọng tài                        | Rod Zapata                                       |
| Người phỏng vấn                  | Kayla Braxton                                    |
| Người phỏng vấn                  | Sarah Schreiber                                  |
| Người phỏng vấn                  | Cathy Kelley                                     |
| Người điểu khiển trước buổi diễn | Jonathan Coachman                                |
| Người điểu khiển trước buổi diễn | Charly Caruso                                    |
| Người điểu khiển trước buổi diễn | David Otunga                                     |
| Người điểu khiển trước buổi diễn | Booker T                                         |
| Người điểu khiển trước buổi diễn | Shawn Michaels                                   |
| Người điểu khiển trước buổi diễn | Christian                                        |
| Phóng viên trước buổi diễn       | Sam Roberts                                      |
| Phóng viên trước buổi diễn       | John "Bradshaw" Layfield (JBL)                   |

### Trước buổi diễn (pre-show)
Có ba trận đấu được tổ chức trong vòng hai giờ đồng hồ trước buổi diễn Survivor Series; trong đó hai trận đã được công bố suốt trong trước buổi diễn. Trong trận đấu đầu tiên, Dolph Ziggler và Robert Roode từ SmackDown thắng trận đấu đồng đội battle royal 10 người giữa ba thương hiệu, sau khi loại bỏ đội trụ lại The Street Profits (Angelo Dawskin và Montez Ford) từ Raw, giúp cho SmackDown giành được trận thắng đầu tiên trong đêm đó.
Trong trận đấu trước biểu diễn, nhà vô địch NXT Cruiserweight Championship Lio Rush (từ NXT) có trận đấu tranh đai ba người giữa Akiza Torawa (từ Raw) và Kalisto (từ SmackDown). Đến cuối trận, Rush tung đòn cuối cùng với Kalisto để vẫn giữ đai, giúp NXT có trận thắng đầu tiên.
Trận đấu cuối cùng của trước buổi diễn là trận đấu không-tranh danh hiệu giữa các nhà vô địch của ba thương hiệu, Raw Tag Team Championship The Viking Raiders (Erik và Ivar), SmackDown Tag Team Championship New Day (Big E và Kofi Kingston) và NXT Tag Team Championship The Undisputed Era (Bobby Fish và Kyle O'Reilly). Đến đoạn cao trào, The Viking Raiders tung Viking Experience vào O'Reilly trên Fish và đè đếm Fish, giúp cho thương hiệu này có trận thắng đầu tiên.
Trong suốt trước buổi diễn, Shawn Michaels tiết lộ Tommaso Ciampa, Damian Priest, Keith Lee, Matt Ridle (từ NXT), và nhà vô địch WWE United Kingdom Champion Walter (từ NXT UK) sẽ trở thành những thành viên của Đội nam NXT cho trận đấu loại bỏ 5-đấu-5-đấu-5 Survivor Series.

### Các trận đấu sơ bộ
Sự kiện pay-per-view được mở đầu bằng trận đấu 5-đấu-5-đấu-5 loại bỏ Survivor Series nữ, giữa Đội Raw (Charlotte Flair, Natalya, Sarah Logan và nhà vô địch WWE Women's Tag Team Championship Asuka và Kairi Sane) trước Đội SmackDown (Sasha Banks, Carmella, Dana Brooke, Lacey Evans và Nikki Cross) trước Đội NXT (Rhea Ripley, Bianca Belair, Candice LaRae, Io Shirai và Toni Storm). Sau khi xảy ra cãi vã, Shirai và LaRae đã được trở lại cho chấn thương rõ ràng duy trì. Trận loại bỏ đầu tiên bắt đầu khi Belair bị khóa bởi Cross - người bị loại đầu tiên - trong một cuộn lên sau khi Ripley đã đánh lạc hướng sau đó. Logan là người bị loại thứ hai bởi Belair, người đã tung đòn 450 Splash với Logan. Hai người tiếp theo bị loại là Carmella và Sane, bị đè đếm bởi Flair và Banks tương ứng. Asuka bị loại bởi Brooke sau khi bị đá. Flair và Asuka sau đó đã xảy ra tranh cãi và Asuka thổi một màu xanh sương mù vào mặt Flair, người sau đó đã bị loại bởi Evans sau khi buổi diễn chiêu Women's Right; Asuka cũng xuất hiện trong suốt thời gian này, kết quả loại bỏ của cô ấy bị đuổi. Evans đè đếm Natalya, người sau đó sẽ áp dụng một đệ trình kép cùng với Banks để loại Storm. Belair sau đó bị loại bỏ bởi Banks, người cũng hạ Natalya sau một liên minh ngắn gọn trước Ripley. Shirai và LaRae sau đó trở lại và giả vờ bị chấn thương và hỗ trợ Ripley, người thực hiện đòn Riptide với Banks để giành chiến thắng cho Đội NXT, đưa NXT nâng số điểm lên 2 với Raw và SmackDown vẫn chỉ có 1 điểm tương ứng.
Trong hậu trường, đội trưởng đội nam Raw Seth Rollins đặt ra câu hỏi cho Kevin Owens về lòng trung thành của Owens khi Owens xuất hiện tại NXT TakeOver: WasGames đêm trước như là đối tác bí ẩn cho đội của Tommaso Ciampa trong trận đấu WasGames nam. Owens yên tâm Rollins rằng lòng trung thành của anh ấy với Raw và rằng anh ấy chỉ tham gia trong trận đấu để trả thù The Undisputed Era vì đã tấn công anh ta tại tập phim Raw trước đó. Owens cũng hỏi Rollins về lòng trung thành của anh ấy khi Rollins đã từng tấn công chính đồng đội của mình là The Shield vào năm 2014.
Trận đấu tiếp theo là trận không-tranh danh hiệu giữa ba đô vật từ ba thương hiệu, những người đang giữ chiếc đai hạng hai của WWE, United States AJ Styles từ Raw, Intercontinental Championship Shinsuke Nakamura từ SmackDown và North American Roderick Strong từ NXT. Đến cuối trận, sau khi Styles tung Phenomenal Forearm với Nakamura, Strong ẩn Styles ra khỏi võ đài và đè đếm Nakamura để giành chiến thắng, như vậy NXT đã có 3 trận thắng.
Sau đó là trận đầu tiên hai người từ hai thương hiệu khác nhau chỉ tranh một chức vô địch. Adam Cole đánh bại Pete Dunne để bảo toàn đai NXT Championship. Đến cao trào của trận đấu, Cole tung cú Last Shot với Dunne để giữ đai.
Trận đấu thứ tư là trận tranh đai của thương hiệu SmackDown khi mà "The Fiend" Bray Wyatt sẽ phải bảo vệ đai WWE Universal Championship trước Daniel Bryan. Bryan thực hiện đòn Running Knee với The Fiend cho một sự ngất. Bryan tiếp tục thực hiện đòn Yes Kicks ba lần và liên tiếp tung đòn dropkicks vào The Fiend. Khi Bryan quay trở lại đỉnh cao, The Fiend tấn công Bryan với tuyệt chiêu "Mandible Claw" khiến Bryan bất tỉnh với The Fiend sau đó đè đếm để giành chiến thắng và bảo toàn danh hiệu.
Tiếp theo là trận đấu 5-đấu-5-đấu loại bỏ Survivor Series nam, giữa Đội Raw (Seth Rollins, Drew McIntyre, Kevin Owens, Randy Orton và Ricochet) với Đội SmackDown (Roman Reigns, Braun Strowman, King Corbin, Mustafa Ali và Shorty G) và Đội NXT (Tommaso Ciampa, Damian Priest, Matt Riddle, Keith Lee và nhà vô địch WWE United Kingdom Walter). McIntyre tung Claymore Kick với Walter để loại anh ấy. Shorty G sau đó bị đè đếm bởi Owens. Ciampa tung Spike DDT với Owens để loại anh ấy. Orton thực hiện RKO với Priest để loại anh ấy, trước khi Riddle cuộn Orton lại để loại anh ấy. Trước khi xảy ra cãi vã ở ngoài võ đài, Strowman đã bị loại vì countout. Corbin sau đó tung End of Days với Ricochet để loại anh ấy. Ali bị loại vì bị cú Storm từ Rollins. McIntyre là người bị loại tiếp theo vì đòn Spear từ Reigns. Corbin sau đó đã bị loại trước khi anh ta nhận đòn Spear từ đồng đội Reigns, và Ciampa đè đếm Corbin. Rollins và Reigns lập nhóm ngắn gọn và đã cố gắng thực hiện đòn powerbomb như The Shield trước kia với Ciampa vào chiếc bàn bình luận, chỉ để cho Lee giúp đỡ Ciampa. Trở lại võ đài, Rollins tung Storm với Ciampa để loại anh ấy trong suốt Lee loại Reigns. Lee tung Spirit Bomb vào Reigns khiến anh ta ngất. Anh ấy sau đó đã cố gắng một moonsault, nhưng Reigns tránh được như một màn trình diễn trong một bộ phim và tung Spear để giành chiến thắng, giúp tỷ số trận thắng nghiêng về Đội SmackDown, với SmackDown có 2 điểm, Raw 1 điểm và NXT 3 điểm. Tiếp theo trận đấu, Reigns đã thể hiện thái độ tôn trọng với Lee.
Trận đấu áp chót là trận đấu tranh đai vô địch của thương hiệu Raw, mà Brock Lesnar (đi cùng Paul Heyman) bảo vệ đai WWE Champion với Rey Mysterio trong trận đấu No Holds Barred. Mysterio nhanh chóng thoát ra khỏi võ đài và lấy được ống stell, nhưng Lesnar tránh được thứ vũ khí và thống trị Mysterio. Con trai của Mysterio là Dominic chạy tới võ đài với một chiếc khăn trong tay, cầu xin Lesnar hãy dừng sự tấn công này. Khi Lesnar mất tập trung, Mysterio tấn công Lesnar với đòn đánh hạ bộ, và thêm một cú nữa tương tự từ Dominic. Bố và con sau đó tấn công Lesnar với một chiếc ghế và ống stell, tương ứng, và sau đó là cú double 619 và Frog Splashes khiến Lesnar gục. Khi cố gắng bổ sung thêm đòn Flog Splashes thì Lesnar nắm lấy Dominic và tung German suplex với anh ấy. Lesnar sau đó bắt Mysterio giữa không trung và tung F-5 để bảo toàn danh hiệu.

### Sự kiện chính
Sự kiện chính là trận đấu không-tranh danh hiệu giữa các nhà vô địch nữ của ba thương hiệu Raw Women's Champion Becky Lynch, SmackDown Women's Champion Bayley và NXT Women's Champion Shayna Baszler. Ba đô vật xúc phạm nhau khắp trận đấu, mỗi cú tấn công của họ di chuyển chữ ký. Trong cực điểm, khi Lynch đã gục ở dưới võ đài, Bayley tung Diving Elbow Drop với Baszler, người bắt cô ấy với Kirifuda Clutch, buộc Bayley phải chấp nhận đầu hàng để giành chiến thắng trận đấu. Baszler thắng giúp NXT có trận thắng cuối cùng trong đêm để giành chiến thắng trước hai thương hiệu còn lại với 4 trận thắng, khi SmackDown có 2 điểm và Raw chỉ có 1 điểm. Trong suốt trận đấu, Lynch tấn công Baszler và đập cô ấy vào bàn bình luận.

## Sau sự kiện

### Raw
Mở đầu tập phim Raw đêm sau, Seth Rollins giải quyết những người trong phòng thay đồ của Raw, người sau đó bị bao quanh trên võ đài, và chỉ trích hiệu suất kém của họ tại Survivor Series. Cụ thể, Rollins chỉ ra rằng màn trình diễn của Charlotte Flair, Randy Orton và Rey Mysterio (vì không giành được đai WWE Champion vì Brock Lesnar hiếm khi xuất hiện), cũng như AOP (Akam và Rezar) vì không tham gia ở tất cả: xa lánh bởi những bình luận, mỗi đô vật dần dần bước ra ngoài.

## Kết quả
| #                                                                                     | Kết quả | Thể loại                                                                        | Thời gian |
| ------------------------------------------------------------------------------------- | --- | ------------------------------------------------------------------------------- | --------- |
| 1P                                                                                    | Dolph Ziggler và Robert Roode (SmackDown) thắng bằng cách loại bỏ The Street Profits (Raw) | Trận đấu Battle royal đồng đội giữa các thương hiệu                             | 8:20      |
| 2P                                                                                    | Lio Rush (c) (NXT) đánh bại Akiza Toyawa (Raw) và Kalisto | Trận đấu ba người tranh đai NXT Cruiserweight Championship giữa các thương hiệu | 8:20      |
| 3P                                                                                    | The Vikings Raiders (nhà vô địch WWE Raw Tag Team Championship) đánh bại New Day (Big E và Kofi Kingston) (nhà vô địch WWE SmackDown Tag Team Championship) và The Undisputed Era (Bobby Fish và Kyle O'Reilly) (nhà vô địch NXT Tag Team Championship)] | Trận đấu đồng đội tranh đai vô địch giữa các thương hiệu                        | 14:35     |
| 4                                                                                     | Đội NXT (Rhea Ripley, Bianca Belair, Candice LaRae, Io Shirai và Toni Storm) đánh bại đội Raw (Charlotte Flair, Natalya, Asuka, Kairi Sane và Sarah Logan) và đội SmackDown (Sasha Banks, Carmella, Dana Brooke, Lacey Evans và Nikki Cross) 1           | 5-đấu-5-đấu-5 trận đấu loại bỏ Survivor Series nữ giữa ba thương hiệu           | 28:00     |
| 5                                                                                     | Roderick Strong (nhà vô địch NXT North American Championship đánh bại AJ Styles (nhà vô địch WWE United States Champioship) và Shinsuke Nakamura (nhà vô địch WWE Intercontinental Championship) (với Sami Zayn)                                         | Trận đấu tay ba tranh đai vô địch giữa ba thương hiệu                           | 16:45     |
| 6                                                                                     | Adam Cole (c) đánh bại Pete Dunne | Trận đấu đơn tranh đai NXT Championship                                         | 14:10     |
| 7                                                                                     | "The Fiend" Bray Wyatt (c) đánh bại Daniel Bryan | Trận đấu đơn tranh đai WWE Universal Championship                               | 10:10     |
| 8                                                                                     | Đội SmackDown (Roman Reigns, Braun Strowman, King Corbin, Ali, và Shorty G) đánh bại Đội Raw (Seth Rollins, Drew McIntyre, Kevin Owens, Randy Orton và Ricochet) và Đội NXT (Tommaso Ciampa, Damian Priest, Matt Riddle, Keith Lee và Walter) 2          | 5-đấu-5-đấu-5 Trận đấu loại bỏ Survivor Series nam giữa ba thương hiệu          | 29:25     |
| 9                                                                                     | Brock Lesnar (c) (với Paul Heyman đánh bại Rey Mysterio | Trận đấu đơn tranh đai WWE Championship                                         | 7:00      |
| 10                                                                                    | Shayna Baszler (nhà vô địch NXT Women's Championship) đánh bại Becky Lynch (nhà vô địch WWE Raw Women's Championship) và Bayley (nhà vô địch WWE SmackDown Women's Championship)                                                                         | Trận đấu tay ba tranh đai giữa ba thương hiệu                                   | 18:10     |
| - (c) – chỉ người vô địch bước vào trận đấu - P – chỉ trận đấu diễn ra trong pre-show | |                                                                                 |           |

### Các trận đấu loại bỏ Survivor Series
Đội
     - Raw
     - SmackDown
      - NXT
Bản mẫu:Note1
| Thứ tự | Đô vật | Bị loại bởi | Cách loại | Pinfall |
| ------ | ------ | ----------- | --------- | ------- |